# 맥스 페인 (영화)
《맥스 페인》(영어: Max Payne)은 2008년 공개된 영화로, 레미디 엔터테인먼트의 동명 게임 시리즈를 기반으로 한 네오 누아르 액션 영화이다. 존 무어 감독이 연출하고, 마크 월버그가 주인공 맥스 페인 역을 연기했다. 이 밖에 밀라 쿠니스, 보 브리지스, 루다크리스, 크리스 오도널, 올가 쿠릴렌코 등이 출연한다.

## 출연
- 마크 월버그 - 맥스 페인 형사
- 보 브리지스 - B. B. 헨즐리
- 루다크리스 - 짐 브라부라 중위
- 밀라 쿠니스 - 모나 색스
- 크리스 오도널 - 제이슨 콜빈
- 넬리 퍼타도 - 크리스타 볼더
- 케이트 버턴 - 니콜 혼
- 도널 로그 - 앨릭스 볼더
- 아마우리 놀라스코 - 잭 루피노
- 올가 쿠릴렌코 - 너태샤 색스
- 조엘 고든 - 오언 그린
- 제이미 헥터 - 링컨 디뉴프
- 스티븐 R. 하트 - 타투 아티스트
- 제임스 매캐프리 - 잭 탈리엔테 FBI 요원
- 마리안티 에번스 - 미셸 페인

## 같이 보기
- 비디오 게임을 원작으로 한 영화 목록